# Saint-Léger-du-Bourg-Denis
Saint-Léger-du-Bourg-Denis település Franciaországban, Seine-Maritime megyében. Lakosainak száma 3665 fő (2022. január 1.). Saint-Léger-du-Bourg-Denis Bonsecours, Darnétal, Le Mesnil-Esnard, Rouen, Saint-Aubin-Épinay és Saint-Jacques-sur-Darnétal községekkel határos.

## Népesség
A település népessége az elmúlt években az alábbi módon változott:
| Lakosok száma | 3452 | 3421 | 3453 | 3450 | 3577 | 3599 | 3617 | 3641 | 3665 |
|               | 2013 | 2015 | 2016 | 2017 | 2018 | 2019 | 2020 | 2021 | 2022 |